# La Côte-d'Aime
La Côte-d'Aime este o comună în departamentul Savoie din sud-estul Franței. În 2009 avea o populație de 864 de locuitori.

## Evoluția populației
| An        | 1975 | 1982 | 1990 | 1999 | 2006 | 2009 |
| --------- | ---- | ---- | ---- | ---- | ---- | ---- |
| Populație | 508  | 521  | 538  | 661  | 848  | 864  |